# Marcia Scherer
Marcia Scherer (Arroio do Meio, 05 de novembro de 1969), também conhecida como Delegada Márcia Scherer, é uma policial civil, delegada de polícia aposentada e política brasileira, que exerceu mandato como deputada federal pelo MDB-RS, entre 1 e 31 de Janeiro de 2023, como suplente de Giovani Feltes que havia assumido o cargo de secretário de Agricultura, Pecuária, Produção Sustentável e Irrigação do Rio Grande do Sul.

## Carreira política
Em 2022, disputou as eleições para deputada estadual. Em fevereiro de 2023, foi indicada pelo vice-governador do Rio Grande do Sul para a subsecretaria de Direitos Humanos, Inclusão, Igualdade e Fraternidade.